# Montferri
Montferri település Spanyolországban, Tarragona tartományban. Montferri Vila-rodona, Rodonyà, Masllorenç, Bonastre, Salomó, Vilabella és Bràfim községekkel határos. Lakosainak száma 473 fő (2024).

## Népesség
A település népessége az elmúlt években az alábbi módon változott:
| Lakosok száma | 187  | 402  | 358  | 283  | 158  | 202  | 366  | 369  | 387  | 473  |
|               | 1717 | 1887 | 1936 | 1960 | 1986 | 2004 | 2009 | 2014 | 2019 | 2024 |